# Campagne de Lyon (1815)
Septième Coalition
La campagne de Lyon se déroule du 15 juin 1815 au 17 juillet 1815 dans le cadre de la Septième Coalition opposant la France de Napoléon Ier aux principales puissances européennes. Chargé de défendre Lyon à la tête de l'armée des Alpes, le maréchal Suchet entre en campagne avec environ 25 000 hommes et bouscule dans un premier temps le faible contingent piémontais qui est refoulé jusqu'à la frontière suisse. La situation bascule cependant avec l'arrivée des troupes autrichiennes du général Frimont : face à la large supériorité numérique de ses adversaires, Suchet doit progressivement abandonner ses positions malgré la nette victoire du colonel Bugeaud au combat de l'Hôpital le 28 juin. Assiégée par un contingent austro-sarde, Grenoble tombe le 10 juillet tandis que l'armée des Alpes se replie sur Lyon où elle capitule à son tour le 12 du même mois, ce qui met fin aux opérations. Le 17, les Alliés font leur entrée dans la capitale des Gaules.  